# Alamcode
Alamcode es una ciudad censal situada en el distrito de Malappuram en el estado de Kerala (India). Su población es de 33918 habitantes (2011). Se encuentra a 37 km de Malappuram y a 69 km de Kozhikode

## Demografía
Según el censo de 2011 la población de Alamcode era de 33918 habitantes, de los cuales 15798 eran hombres y 18120 eran mujeres. Alamcode tiene una tasa media de alfabetización del 94,02%, superior a la media estatal del 94%. la alfabetización masculina es del 95,92%, y la alfabetización femenina del 92,42%.